# ESPN+
ESPN+ – amerykańska platforma oferująca dostęp do treści sportowych poprzez media strumieniowe. Została uruchomiona w 2018 roku.
Stanowi jedną z trzech sztandarowych marek streamingowych związanych z Disneyem (dwie pozostałe to Disney+ i Hulu).